# باربارا جولدسميث
باربارا جولدسميث (بالإنجليزية: Barbara Goldsmith) ولدت بتاريخ 18 ماي 1931 وتوفيت يوم 26 يونيو 2016 هي كاتبة وفلسفية وصحافية أمريكية، اشتهرت بسبب النقد الإيجابي الذي حظيت به معظم أعمالها من مقالات منشورة وكتب وما إلى ذلك، كما ترشحت لنيل شهادة الدكتوراه الفخرية وعدد آخر من الشهادات والجوائز، وقد حظيت بمنصب مهم في الأكاديمية الأمريكية للفنون والعلوم بالإضافة إلى تمثيل بلدها في الأكاديمية الأمريكية في روما.

## السيرة الذاتية
ولدت جولدسميث باربرا جوان لوبون في مدينة نيويورك عام 1931. حصلت على ليسانس الآداب عام 1953 من كلية ويليسلي، حيث تخصصت في اللغة الإنجليزية، وبعد ذلك درست الفنون في جامعة كولومبيا.

## المسيرة المهنية
ألفت باربارا أول كتاب لها سنة 1975، حيث حمل عنوان رجل القش (بالإنجليزية: The Straw Man)، ثم تليها كتاب جلوريا الصغيرة ... السعادة في النهاية (بالإنجليزية: Little Gloria...Happy at Last) والذي نُشر سنة 1980 حيث احتل مراكز جد متقدمة في تصنيف أفضل الكتب الذي تُشرف عليه جريدة النيويورك تايمز، كما تم تحويل الكتاب إلى فيلم تلفزيوني حمل نفس العنوان وقد شارك فيه كل من بيت ديفيس، أنجيلا لانسبيري ثم كريستوفر بلامر هذا وقد تم ترشيح الفيلم ل 6 جوائز إيمي حصد فيها واحدة. أما الكتاب الثالث للمؤلفة الأمريكية فقد جاء بعنوان جونسون ضد جونسون (بالإنجليزية: Johnson v. Johnson) وقد نُشر سنة 1987 حيث لقي هو الآخر نقدا إيجابيا خاصة من واشنطن بوست وكذلك نيويورك تايمز لتقييم الكتب.. في حين اكتمل كتابها الرابع سنة 1998؛ حيث جاء هذه المرة بعنوان طاقات أخرى: سن التصويت (بالإنجليزية: Other Powers: The Age of Suffrage) وقد طالبت فيه بالمساواة وبحق اقتراع المرأة. أما أشهر أعمالها فكان كتاب هوس العبقرية: الحياة السرية لماري كوري والذي تُرجم إلى 21 لغة كاملة من بينها العربية، حيث تناولت فيه باربارا السيرة الذاتية للعالمة الشهيرة والحاصلة على جائزتي نوبل في مجالين مختلفين ماري كوري محيطة بذلك بكل جوانب حياتها منذ الطفولة إلى ما بعد وفاتها، كما تجدر الإشارة إلى أن باربارا قد فازت بجائزة أفضل كتاب سنة 2006 من الجمعية الأمريكية للفيزياء وتلقت تشجيع وإشادة كبيرة من بولندا.
توفيت جولدسميث عن عمر يناهز 86 سنة، وذلك بتاريخ 26 يونيو 2016.

## الجوائز
- 2013: جائزة الإنجازات من جامعة ويليسلي ألمنا
- 2013: الجائزة الفخرية إيروين بيزاكتور
- 2012: جائزة امرأة الإنجازات
- 2007: جائزة نقابة الكتاب في الأدب